# Petite jüz

Les territoires approximatifs des nomades juz au début du XXe siècle. D’ouest en est : Petite jüz, Juz moyenne et Grande jüz (au sud) sur la carte du Kazakhstan

La Petite jüz (en kazakh : Кіші жүз, Kişi jüz) ou Alshyns (kazakh : Алшын, Alşın) est un groupe ethnique khazak (jüz).

## Histoire
Les membres du groupe descendent des Nogaïs de la Horde Nogaï qui vivaient au Kazakhstan occidental. Vaincus au XVIe siècle par les Kazakhs et les Russes, les Nogaïs se retranchent alors dans les steppes du Kouban.
Au XVIIIe siècle, ils mettent en danger des villes russes et l'Empire russe s'allient aux Kalmouks pour repousser les Alchyns vers l'Oural. Ils y constituent la petite jüz.
Pendant les guerres Kazakhs-Kalmouks, le Khanat de Khiva annexe la péninsule de Manguistaou pour repousser les raids kalmouks et administrent cette péninsule pendant deux siècles jusqu'à la conquête russe.
Au début du XIXe siècle, les Kazakhs se déplacent vers l'ouest au Gouvernement d'Astrakhan, y formant la Horde de Boukeï.
Alors que les Russes les considèrent comme Kazakhs jusqu'au XVIIIe siècle, eux-mêmes se considéreront comme Alchyn jusqu'au XXe siècle.

## Tribus constituantes
la petite jüz est constituée de trois groupes, subdivisée en clans :
- Baiuly (kazakh : Байұлы)
  - Adai (kazakh : Адай)
  - Alasha (en) (kazakh : Алаша)
  - Baibaqty (kazakh : Байбақты)
  - Berish (kazakh : Беріш)
  - Zhappas (kazakh : Жаппас)
  - Masqar (kazakh : Масқар)
  - Taz (kazakh : Таз)
  - Tana (kazakh : Тана)
  - Esentemir (kazakh : Есентемір)
  - Ysyq (kazakh : Ысық)
  - Qyzylqurt (kazakh : Қызылқұрт)
  - Sherkesh (kazakh : Шеркеш)
- Alimuly (kazakh : Әлімұлы)
  - Qarakesek (kazakh : Қаракесек)
  - Qarasaqal (kazakh : Қарасақал)
  - Tortqara (kazakh : Төртқара)
  - Kete (kazakh : Кете)
  - Shomekei (kazakh : Шөмекей)
  - Shekti (kazakh : Шекті)
- Jetyru (kazakh : Жетіру)
  - Tabyn (kazakh : Табын)
  - Tama (kazakh : Тама)
  - Kerderi (kazakh : Кердері)
  - Kereit (kazakh : Керейт)
  - Zhagalbaily (kazakh : Жағалбайлы)
  - Telew (kazakh : Телеу)
  - Ramadan (kazakh : Рамадан)

## Khans de la petite jüz
- Aboulkhaïr Khan (1718 — 1748)

### Dirigeants de la petite jüz de Russie
- Nouraly Khan (1748—1786)
- Ieraly Khan (1791—1794)
- Iessim Khan (ru) (1795—1797)
- Aïchouak Khan (ru) (1797—1806)
- Jantöre Khan (ru) (1806—1810)
- Cherghazy Khan (ru) (1812—1824)

### Dirigeants de laHorde de Boukeï
- Bökeï Khan (ru) (1812—1815)
- Janguir-Kereï Khan (ru) (1812—1845)

### Dirigeants de la petite jüz, élus par le peuple
- Batyr Khan (1748—1785)
- Iessim Khan (ru) (1790—1791)
- Abilgazy Khan (1791—1806)
- Karataï Khan (ru) (1806—1816)
- Aryngazy Khan (ru) (1816—1821)